# Diestrammena berezovskii
Diestrammena berezovskii är en insektsart som först beskrevs av Adelung 1902.  Diestrammena berezovskii ingår i släktet Diestrammena och familjen grottvårtbitare. Inga underarter finns listade i Catalogue of Life.